# Prix de la combativité
Le prix de la combativité est une récompense obtenue lors d'une course cycliste. Il est décerné au coureur désigné comme le plus combatif. Il est distribué sur la plupart des courses organisées par ASO comme Paris-Nice, le Critérium du Dauphiné, le Tour d'Allemagne ou le Tour de Catalogne et sur les trois grands tours. Il est associé à un classement étape par étape, à la fin de laquelle un prix journalier est remis. En fin de course, un prix général appelé super-combatif pour l'ensemble des efforts d'un coureur est remis.
Sur le Tour d'Italie, les coureurs marquent des points en fonction de leurs classements sur les étapes, les sprints intermédiaires et les classements de la montagne. Sur le Tour de France et le Tour d'Espagne, c'est un vote effectué par un jury qui permet d'élire le combatif du jour.

## Identification
Sur la plupart des courses où le prix de la combativité est remis, un dossard d'une couleur particulière est remis au coureur pour l'étape suivant son prix.

Dossard porté par les coureurs les plus combatifs sur le Tour de France, Paris-Nice ou le Critérium du Dauphiné.

Dossard porté par les coureurs les plus combatifs sur le Tour d'Espagne.

Dossard porté par les coureurs les plus combatifs sur le Tour de Catalogne ou le Tour du Pays Basque,.

## Vainqueurs par année du super-combatif sur les grands tours masculins
| Année | Tour d'Italie        | Tour de France         | Tour d'Espagne      |
| ----- | -------------------- | ---------------------- | ------------------- |
| 1956  |                      | André Darrigade        |                     |
| 1957  |                      | Nicolas Barone         |                     |
| 1958  |                      | Federico Bahamontes    |                     |
| 1959  |                      | Gérard Saint           |                     |
| 1960  |                      | Jean Graczyk           |                     |
| 1961  |                      | Équipe Ouest-Sud-Ouest |                     |
| 1962  |                      | Eddy Pauwels           |                     |
| 1963  |                      | Rik Van Looy           |                     |
| 1964  |                      | Henri Anglade          |                     |
| 1965  |                      | Felice Gimondi         |                     |
| 1966  |                      | Rudi Altig             |                     |
| 1967  |                      | Désiré Letort          |                     |
| 1968  |                      | Roger Pingeon          |                     |
| 1969  |                      | Eddy Merckx            |                     |
| 1970  |                      | Eddy Merckx            |                     |
| 1971  |                      | Luis Ocaña             |                     |
| 1972  |                      | Cyrille Guimard        |                     |
| 1973  |                      | Luis Ocaña             |                     |
| 1974  |                      | Eddy Merckx            |                     |
| 1975  |                      | Eddy Merckx            |                     |
| 1976  |                      | Raymond Delisle        |                     |
| 1977  |                      | Gerrie Knetemann       |                     |
| 1978  |                      | Paul Wellens           |                     |
| 1979  |                      | Hennie Kuiper          |                     |
| 1980  |                      | Christian Levavasseur  |                     |
| 1981  |                      | Bernard Hinault        |                     |
| 1982  |                      | Régis Clère            |                     |
| 1983  |                      | Serge Demierre         |                     |
| 1984  |                      | Bernard Hinault        |                     |
| 1985  |                      | Maarten Ducrot         |                     |
| 1986  |                      | Bernard Hinault        |                     |
| 1987  |                      | Régis Clère            |                     |
| 1988  |                      | Jérôme Simon           |                     |
| 1989  |                      | Laurent Fignon         |                     |
| 1990  |                      | Eduardo Chozas         |                     |
| 1991  |                      | Claudio Chiappucci     |                     |
| 1992  |                      | Claudio Chiappucci     |                     |
| 1993  |                      | Massimo Ghirotto       |                     |
| 1994  |                      | Eros Poli              |                     |
| 1995  |                      | Hernán Buenahora       |                     |
| 1996  |                      | Richard Virenque       |                     |
| 1997  |                      | Richard Virenque       |                     |
| 1998  |                      | Jacky Durand           |                     |
| 1999  |                      | Jacky Durand           |                     |
| 2000  |                      | Erik Dekker            |                     |
| 2001  | Massimo Strazzer     | Laurent Jalabert       |                     |
| 2002  | Massimo Strazzer     | Laurent Jalabert       |                     |
| 2003  | Freddy González      | Alexandre Vinokourov   |                     |
| 2004  | Alessandro Petacchi  | Richard Virenque       |                     |
| 2005  | José Rujano          | Óscar Pereiro          |                     |
| 2006  | Paolo Bettini        | David de la Fuente     |                     |
| 2007  | Leonardo Piepoli     | Amets Txurruka         |                     |
| 2008  | Emanuele Sella       | Sylvain Chavanel       |                     |
| 2009  | Stefano Garzelli     | non attribué           |                     |
| 2010  | Matthew Lloyd        | Sylvain Chavanel       |                     |
| 2011  | Stefano Garzelli     | Jérémy Roy             |                     |
| 2012  | Mark Cavendish       | Chris Anker Sørensen   | Alberto Contador    |
| 2013  | Mark Cavendish       | Christophe Riblon      | Javier Aramendia    |
| 2014  | Julián Arredondo     | Alessandro De Marchi   | Christopher Froome  |
| 2015  | Philippe Gilbert     | Romain Bardet          | Tom Dumoulin        |
| 2016  | Matteo Trentin       | Peter Sagan            | Alberto Contador    |
| 2017  | Mikel Landa          | Warren Barguil         | Alberto Contador    |
| 2018  | Davide Ballerini     | Dan Martin             | Bauke Mollema       |
| 2019  | Fausto Masnada       | Julian Alaphilippe     | Miguel Ángel López  |
| 2020  | Thomas De Gendt      | Marc Hirschi           | Rémi Cavagna        |
| 2021  | Dries De Bondt       | Franck Bonnamour       | Magnus Cort Nielsen |
| 2022  | Mathieu van der Poel | Wout van Aert          | Marc Soler          |
| 2023  | Derek Gee            | Victor Campenaerts     | Remco Evenepoel     |
| 2024  | Julian Alaphilippe   | Richard Carapaz        | Marc Soler          |
| 2025  | Lorenzo Fortunato    | Ben Healy              |                     |